# Льюис, Джон (пианист)
Джон Аарон Льюис (англ. John Aaron Lewis; 3 мая 1920, Ла-Грейндж, Иллинойс — 29 марта 2001, Нью-Йорк) — американский джазовый пианист и композитор, музыкальный руководитель Modern Jazz Quartet.

## Ранние годы
Родился в Ла-Грейндже (пригород Чикаго, штат Иллинойс) и вырос в Альбукерке (штат Нью-Мексико). Учился музыке и игре на фортепиано с семи лет. Продолжил музыкальное образование в Университете Нью-Мексико, где также изучал антропологию. Служил в армии во время Второй мировой войны. Во время трёхлетнего срока службы во Франции встретился с Кенни Кларком, который в то время экспериментировал в стиле бибоп. Выступал с Кларком в организованной ими группе, писал и аранжировал музыку. Продолжил университетские занятия после возвращения со службы в 1945.

## Джазовая карьера
Осенью 1945 Льюис вернулся в Нью-Йорк, где начал работать в джаз-клубах 52-й улицы. В конце года он присоединился к оркестру Диззи Гиллеспи, где барабанщиком был Кенни Кларк. Льюис продолжал совершенствоваться в композиции и аранжировке для оркестра, занимался в Манхэттенской школе музыки, некоторое время учился в Европе, где остался после гастролей оркестра в начале 1948 года. Вернулся в США и начал работать с Чарли Паркером в 1948 году (играет на знаменитой записи «Parker’s Mood»), Иллинойсом Джеккетом с октября 1948 по 1949, Лестером Янгом с 1950 по 1951 год, и другими музыкантами. Льюис принял участие во второй сессии Birth of the Cool с Майлсом Дейвисом в 1949 году. На этой сессии Льюис аранжировал композиции «Move» и «Budo» (сразу выпущена в виде сингла в 1949 году) и написал одну пьесу «Rouge».
Джон Льюис вместе с вибрафонистом Милтом Джексоном, ударником Кенни Кларком и басистом Рэем Брауном составляли малую группу в биг-бэнде Гиллеспи. Они играли в перерывах между выступлениями оркестра, чтобы дать отдых духовым, игравшим напряжённые партии в верхнем регистре. За этим в 1950 году последовало создание отдельной группы, первоначально известной как квартет Милта Джексона.
В 1952 году в группу вместо Брауна вошёл контрабасист Перси Хит, и коллектив стал называться Modern Jazz Quartet (сокращённо — MJQ). Хотя название подчеркивало, что у ансамбля официально нет одного-единственного лидера, Льюис постепенно взял на себя роль музыкального руководителя квартета. Он нашёл баланс между собственными сдержанными композициями и более энергичной манерой Джексона и переориентировал стиль группы, синтезировав технику джазовой импровизации с традициями классической европейской камерной музыки (например, элементами полифонического развития). Сочетание экспрессивной манеры вибрафона Джексона с задумчивым фортепиано Льюиса, контрабасом и ударными создало характерное звучание MJQ.
В 1953 году Льюис получил степень магистра в Школе Музыки Манхэттена и вскоре полностью посвятил себя MJQ. С 1954 по 1974 год он писал композиции и выступал с квартетом, который за эти годы получил всемирное признание, записав более тридцати альбомов и объехав с концертами почти весь мир. В 1974 году Милт Джексон покинул группу, отчасти из-за того, что стремился к более свободному стилю игры, отчасти из-за финансовых трудностей.
Также Льюис руководил школой джаза в Леноксе (штат Массачусетс) с 1957 по 1960 год. С 1958 по 1982 год он также был музыкальным руководителем ежегодного джазового фестиваля в Монтерее, а в 1962 году он создал биг-бэнд «Orchestra U.S.A.», выступавший с композициями в стиле третье течение (Third Stream, соединение джаза и классики). MJQ также записал альбом Third Stream Music.
После временного распада MJQ в 1974 году Льюис преподавал в City College в Нью-Йорке и в Гарвардском университете, давал сольные и дуэтные концерты (с Хэнком Джонсом и другими), и продолжал сочинять. После того, как в 1981 году Modern Jazz Quartet был воссоздан, Льюис также играл со своим секстетом (John Lewis Group), а в 1985 году основал American Jazz Orchestra.
В 1990-е годы он продолжал преподавать, сочинять и исполнять музыку, как с MJQ, так и самостоятельно. Он участвовал в сессиях Re-birth of the Cool с Джерри Маллиганом в 1992 году, принимал участие в различных музыкальных проектах третьего течения (с Гунтером Шуллером и другими), а также был сторонником музыки Орнетта Коулмана.
Джон Льюис умер 29 марта 2001 в Нью-Йорке от рака простаты.

## Дискография
В качестве руководителя:
- Improvised Meditations and Excursions (1959, Atlantic)
- Odds Against Tomorrow (1959, UA)
- The Golden Striker (1960, Atlantic)
- P.O.V. (1975, Columbia)
- Preludes and Fugues from the Well-tempered Clavier Book 1 (1984, Philips)
- The Bridge Game (1984, Philips)

В качестве аккомпаниатора с Чарли Паркером:
- The Genius of Charlie Parker (1945-8, Savoy)
- Parker’s Mood (1948)
- Charlie Parker (1951-3, Clef)
- Blues for Alice (1951)

В качестве руководителя Orchestra U.S.A. (с Гунтером Шуллером и Харольдом Фарберманом):
- Orchestra U.S.A. (1963, Colpix)

Записи с Modern Jazz Quartet:
- Vendome (1952, Prestige)
- Modern Jazz Quartet, ii (1954-5, Prestige)
- Concorde (1955, Prestige)
- Fontessa (1956, Atlantic)
- One Never Knows (1957, Atlantic)
- Third Stream Music (1957, 1959-60, Atlantic)
- Exposure (1960)
- European Concert (1960, Atlantic)
- The Modern Jazz Quartet and Orchestra (1960, Atlantic)
- Original Sin (1961, Atlantic)
- The Comedy (1962, Atlantic)
- A Quartet is a Quartet is a Quartet (1963, Atlantic)
- Under the Jasmin Tree (1968, Apple)
- Blues on Bach (1973, Atlantic)
- The Last Concert (1974, Atlantic)
- Bill Evans: A Tribute (1982, Palo Alto Records)

С Клиффордом Брауном
- Memorial Album (Blue Note, 1953)